# Open du Danemark de tennis de table
L’Open du Danemark ITTF est une étape du Pro-tour de tennis de table. Il est organisé par la fédération internationale de tennis de table.
L'édition 2009 s'est déroulée du 21 au 25 janvier 2009. Ma Long a remporté l'épreuve en simple messieurs en battant un joueur aussi jeune que lui (20 ans) à savoir Dimitrij Ovtcharov. Liu Shiwen âgée de 17 ans seulement a remporté l'épreuve en simple femme. Ma Long et Xu Xin ont écrasé la paire allemande en finale du double messieurs.

## Palmarès

### Senior
| année | simple messieurs | double messieurs             | simple dames   | double dames                        |
| ----- | ---------------- | ---------------------------- | -------------- | ----------------------------------- |
| 2000  | Wang Liqin       | Karl Jindrak/Werner Schlager | Sun Jin        | Lin Ling/Sun Jin                    |
| 2001  | Ma Lin           | Kim Taek-soo/Oh Sang-Eun     | Li Jiao        | Lee Eun Sil/Ryu Ji Hae              |
| 2002  | Ma Lin           | Wang Liqin/Qin Zhijian       | Zhang Yining   | Li Nan/Zhang Yining                 |
| 2003  | Ma Lin           | Ma Lin/Wang Hao              | Zhang Yining   | Guo Yue/Niu Jianfeng                |
| 2004  | Michael Maze     | Petr Korbel/ Leung Chu Yan   | Krisztina Toth | Svetlana Ganina/ Viktoria Pavlovich |
| 2009  | Ma Long          | Ma Long/Xu Xin               | Liu Shiwen     | Ding Ning/Liu Shiwen                |

### Moins de 21 ans
| année | simple messieurs     | simple dames  |
| ----- | -------------------- | ------------- |
| 2003  | Christian Kongsgaard | Sayaka Hirano |
| 2004  | Patrick Baum         | Georgina Pota |
| 2009  | Steffen Mengel       | Mirela Durak  |